# Мртвословљавање
Мртвословљавање или деднејминг је чин ословљавања трансродне или небинарне особе њеним рођеним именом иако је та особа изабрала ново име. Многе трансродне особе промене своје име као део промене пола и желе да њихово претходно име (мртво име) остане приватно.
Мртвословљавање има ефекат погрешног родног одређивања субјекта и потенцијалног аутовања да је трансродна. Може се догодити случајно или бити урађено као намерни покушај порицања, исмевања или поништавања родног идентитета особе. Намерно коришћење мртвог имена трансродне особе сматра се увредљивим.
Транс особе могу се суочити са бирократским препрекама при промени имена. Објављени аутори и медијске личности које су касније промениле род могу бити узнемирене појављивањем свог претходног имена у метаподацима, што може бити тешко променити. Неке платформе и организације друштвених медија су имплементирале политике како би избегле мртвословљавање, као што је стандардизација употребе преферираних имена уместо легалних имена или формална забрана праксе мртвословљавања.

## Позадина
У многим културама, имена се сматрају мушким (нпр. Јован), женским (нпр. Јована) или унисекс (нпр. Вања), и бирају се према полу који је детету додељен при рођењу . Трансродне особе имају родни идентитет који се разликује од њиховог пола додељеног при рођењу и стога могу да изаберу да користе друго име. Током 2010-их, трансродни активисти су популаризовали термин deadname (мртво име) како би се односили на такво раније име. Оксфордски речник енглеског језика потврђује употребу речи „deadname“ на Твитеру 2010. године и „deadnaming“ 2013. године. Термин генерално носи негативну конотацију, са импликацијом да је неприхватљиво називати трансродну особу њеним претходним именом.
Као и погрешно одређивање пола (погродовање или мисџендеровање), мртвословљавање може бити облик отворене агресије или микроагресије, што указује да мета није у потпуности прихваћена као члан друштва. Трансродни активисти сматрају да је мртвословљавање жртава убистава и познатим личностима од стране медија кршење приватности и допринос трансфобији. Мртвословљавање може се догодити и случајно од стране људи који иначе подржавају транс особе, као што су чланови породице или пријатељи који пружају подршку и који се још нису навикли на коришћење новог имена транс особе. Међутим, поновљени пропусти у избегавању мртвословљавања могу се сматрати непоштовањем.
Новинарски стилски прирућници, приручници за здравствене раднике и групе за заступање ЛГБТ+ особа саветују усвајање нових имена и заменица трансродних особа, чак и када су се о њима говорили у прошлости, пре транзиције. Истраживање које је 2021. године спровео Пројекат Тревор показало је да су трансродни и небинарни млади који су променили име, ознаку пола или обоје на правним документима, укључујући изводе из матичне књиге рођених и возачке дозволе, имали ниже стопе покушаја самоубиства.
Квир научник Лукас Крофорд је теоретизирао да неке трансродне особе инсистирају на спречавању мртвословљавања делимично као стратегију будућег самопотврђивања: „Инсистирањем на примату садашњости, настојањем да се избрише прошлост или чак емоционалним лоцирањем свог 'правог ја' у будућности, том неухватљивом месту где приступ (транзицији, здравственој заштити, становању, пристојној плати итд.) и друштвена одрживост имају тенденцију да изгледају изобиљније.“ Исправљање мртвословљавања од стране трећих лица наводи се као начин подршке транс особама.

## Препреке за промену имена
Транс особе које желе да избегну да буду укинуте понекад се могу суочити са значајним бирократским и административним препрекама. Легална промена имена захтева време, новац и труд. Промена одговарајућих података, нпр. имена, имејл адресе и распореда часова за школе и/или послодавце такође може бити тешка.

### Академски метаподаци
За креативце, метаподаци који садрже име аутора (као што је назив филмске шпице, име аутора у новинском чланку или објављена књига са ISBN бројем) могу бити тешки или немогући за промену. Неки академски издавачи и издавачи научних часописа усвојили су политике које дозвољавају транс ауторима да исправе своје метаподатке. Транс аутори често могу прибећи поновном објављивању својих радова као нових издања док покушавају да повуку претходна из оптицаја. Неке веб платформе могу и даље приказивати мртво име особе као примарног аутора.
Новинарка и истраживачица са Универзитета у Калифорнији, Тереза Таненбаум, изјавила је да је фрустрирана покушајем ажурирања 83 публикације које се приписују њеном мртвом имену, јер су многи издавачи игнорисали или одбијали њен захтев. Беркли лабораторија је 2021. године предводила напоре да се поједноставе промене имена за објављене истраживаче, што је наишло на сагласност многих националних лабораторија и научних издавача.

### Филм и телевизија
Године 2019, IMDb се суочио са критикама САГ-АФТРА, Националне ЛГБТК радне групе и ГЛААД-а због одбијања да уклони рођена имена глумаца.  Као одговор на то, сајт је променио своју политику како би дозволио уклањање имена „ако [није] јавно познато“ — на филмовима где су наведени као аутори, њихово претходно име се приказује у заградама поред њиховог тренутног имена. Портпарол ГЛААД-а, Ник Адамс, назвао је промену „кораком у правом смеру“, али „несавршеном“, и рекао да ће трансродне особе са потписом испод свог мртвог имена „и даље бити погођене одлучношћу IMDb-а да објављује застареле информације“.
Дана, 1. децембра 2020. године, истог дана када је глумац Елиот Пејџ открио да је трансродни мушкарац, Нетфликс је почео да ажурира метаподатке за филмове у којима се Пејџ раније појављивао како би га навео по изабраном имену. Грејсон Гилкриз, ауторка емисије PopSugar, приметила је да је ово први пут да је Netflix направио такву промену и спекулисала је да је то због Пејџове популарности у серији Академија Амбрела; упоредила је ово са транс глумицом Џози Тота, која је у то време још увек била наведена под својим мртвим именом за улогу у серији Шампиони.

## Корпоративни и политички одговори
Неке веб платформе као што су Фејсбук, Јутјуб и Џимејл дозвољавају одређени број промена имена по корисничком профилу, што омогућава промену имена из било ког броја разлога.
Године 2013, енглеска Википедија је изазвала медијску пажњу због свог одговора на јавну транзицију Челси Менинг. Чланак о Менинг је првобитно брзо преименован, али је уследио дуготрајан спор; ствар је на крају преузео Арбитражни одбор сајта, који је увео санкције уредницима који заступају трансфобију, али и онима који износе оптужбе за трансфобију. Извршна директорка Фондације Викимедије, Сју Гарднер, изразила је разочарање начином на који је Википедија поступила.
Одељење за јавно образовање Северне Каролине је 12. марта 2021. године објавило да ће њен систем за информисање ученика приказивати „жељено име“ сваког ученика уместо имена по рођењу, што би елиминисало навођење имена на државним извештајима, ученичким извештајима и дневницима оцена наставника.
Крајем јуна 2021. године, веб-сајт Фандом је објавио нове ЛГБТ+ смернице на својим веб-сајтовима поред постојеће политике услова коришћења која забрањује коришћење мртвих имена за трансродне особе на њиховим веб-сајтовима. Смернице укључују линкове ка ресурсима за подршку инклузивним за квир особе и транс особе, а додатне смернице објављене су у септембру 2021. године у вези са решавањем питања родног идентитета.
У новембру 2022. године, након што га је преузео Илон Маск, Твитер је поново активирао налог Џордана Питерсона, кога је Твитер претходно суспендовао због твита у којем је мртвословио Елиота Пејџа, и налог Вавилон Пчеле, који је суспендован због твита у којем је мртвословљавана помоћница америчког секретара за здравство Рејчел Левин. У априлу 2023. године, Твитер је уклонио мртвословљавање а из својих смерница за садржај који промовише мржњу.